# Алмір Меміч
Алмір Меміч (босн. Almir Memić; нар. 1 березня 1962, Сараєво, СР Сербія, СФР Югославія) — югославський та боснійський футболіст та тренер, виступав на позиції нападника.

## Кар'єра гравця
Футбольну кар'єру розпочав у «Фамосі» (Храсниця). Після цього виступав за інші клуби СР Боснії і Герцеговини та кінших частин ЮгославіЇ «Челік» (Зениця), «Борац» (Баня-Лука), «Шибеник», «Новий Сад», «Могрен» та «Пазінку».
Також виступав у турецькій Суперлізі за «Коньяспор», перш ніж 1991 року повернувся до Боснії і Герцеговини.
Наприкінці 1990-х - на початку 2000-х років виступав за «Желєзнічар». За три роки в «Желєзнічарі» Меміч провів 27 матчів у чемпіонаті та відзначився 8-ма голами, а в 1998 році виграв Першу лігу Боснії та Герцеговини та Суперкубок Боснії і Герцеговини. У 2000 році виграв Кубок Боснії і Герцеговини. Завершив кар'єру в «Желєзнічарі» 2000 року у віці 38 років.

## Кар'єра тренера
Після завершення кар'єри гравця розпочав працювати головним тренером у «Желєзнічарі». Спочатку працював помічником головного тренера, а потім, у березні 2006 року, його підвищили на посаду головного тренера «Желєзнічара» після того, як Ратко Нінкович пішов у відставку. Оскільки Алмір був лише виконувачем обов'язків головного тренера, очолював команду лише до завершення сезону.
Повернувся до «Железнічара» у 2009 році, працював помічником головного тренера Амара Осима (2009–2013), Хайрудіна «Діно» Джурбузовича (2013–2014) та Адмира Аджема (2014), перш ніж знову стати головним тренером «Желєзнічара» у грудні 2014 року, замінивши Адмира Аджема. Однак менше ніж через місяць, у січні 2015 року, звільнений з посади головного тренера «Желєзнічара» без жодного зіграного матча, а Миломір Одович призначений новим головним тренером клубу.
Після звільнення з «Желєзнічара», з 2015 по 2016 рік очолював «Травник». З серпня по листопад 2016 року вдруге працював у тренерському штабі Амара Осима, цього разу в клубі Ліги зірок Катару «Аль-Харатіят». У 2017 році очолював «Горадже», а в 2018 році — знову «Травник». 2 жовтня 2018 року призначений головним тренером клубу Першої ліги ФБІГ «Металлеге-БСІ». 31 грудня 2018 року залишив клуб.
У січні 2019 року втретє призначений асистентом головного тренера «Желєзнічара», знову під керівництвом Амара Осима. У червні 2022 року перейшов на аналогічну посаду до «Вележа» (Мостар) після того, як головним тренером став Амар Осім.

## Досягнення

### Як гравця
«Челік» (Зениця)
- Друга ліга Югославії
  -  Чемпіон (2): 1982/83, 1984/85

«Желєзнічар»
- / Перша ліга Боснії і Герцеговини
  -  Чемпіон (1): 1997/98

- Кубок Боснії і Герцеговини
  -  Володар (1): 1999/2000

- Суперкубок Боснії і Герцеговини
  -  Володар (1): 1998